# 南法信駅
座標: 北緯40度7分38.25秒 東経116度36分13.41秒 / 北緯40.1272917度 東経116.6037250度
南法信駅（なんほうしんえき）は北京市順義区南法信地区に位置する北京地下鉄15号線の駅である。

## 歴史
- 2010年5月1日 - 駅完成。
- 2011年12月31日 - 開業。

## 駅構造

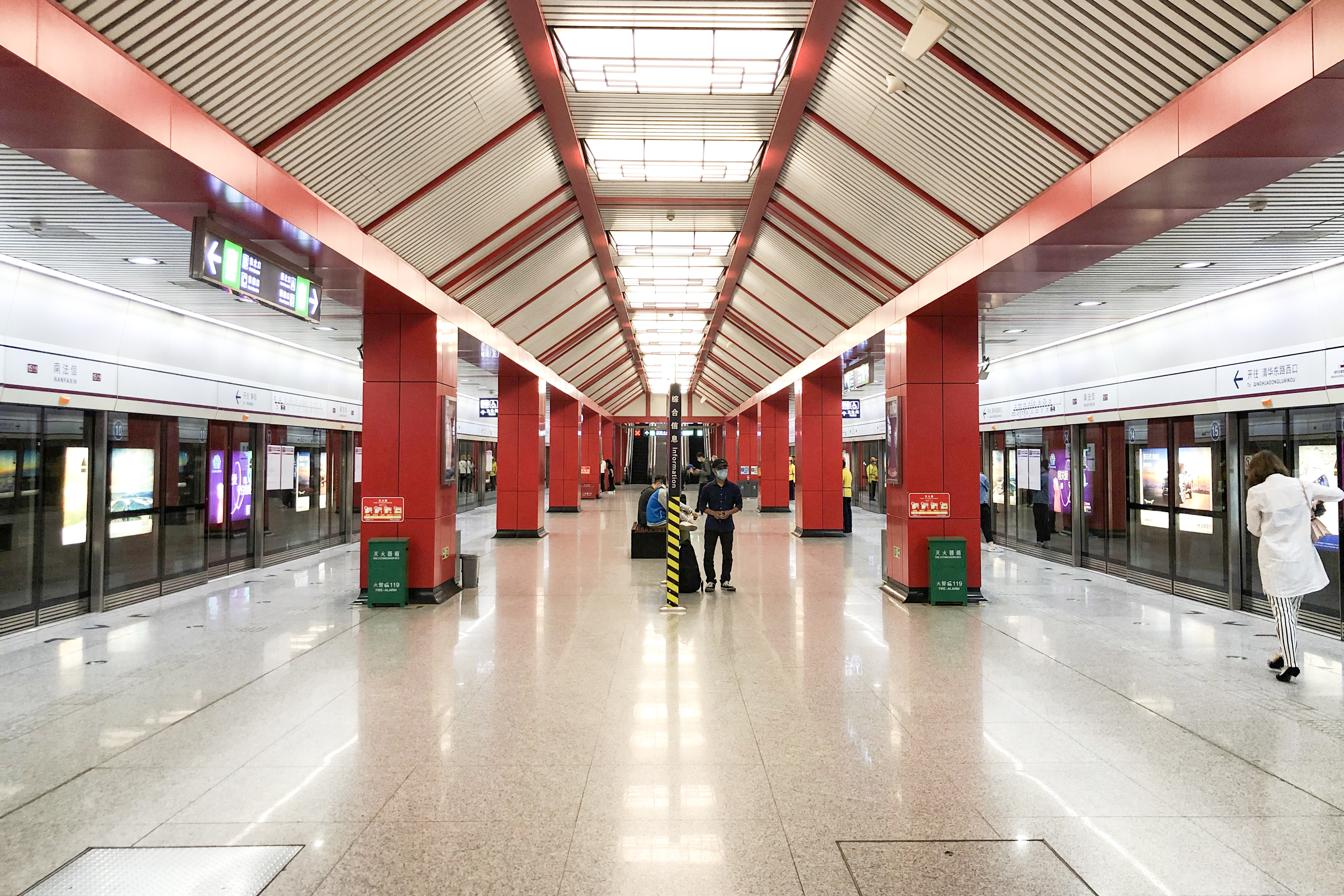
ホーム

島式ホーム1面2線を有する地下駅である。
| G  | 地上                         | 出入口、改札口、駅事務所                 |
| B1 | ■西行き                      | ← ■15号線清華東路西口駅方面 （後沙峪駅） |
| B1 | 島式ホーム、左側のドアが開く |                                          |
| B1 | ■東行き                      | → ■15号線俸伯駅方面 （石門駅） →         |

## 隣の駅
北京地下鉄
■15号線
後沙峪駅 - 南法信駅 - 石門駅